# واساب (فرقة موسيقية كورية جنوبية)
واساب ((هانغل: 와썹), تكتب WA$$UP هي فرقة فتيات كورية جنوبية أنشئت من قبل شركة مافيا ريكوردز و سوني للترفيه الموسيقي[./Wassup_(band)#cite_note-1 [1]]. الفرقة حالياً مكونة من 4 عضوات هم سوجين وناري وجياي وووجو. ترسمت الفرقة في 7 أغسطس 2013 مع أغنية «واساب».

## Members

### الحاليون
- ناري (هانغل: 나리), ولدت باسم Kim Na-ri (هانغل: 김나리) في 05 أكتوبر 1992 (العمر 32 سنة)
- جياي(هانغل: 지애), ولدت باسم Kim Ji-ae (هانغل: 김지애) في 31 أكتوبر 1995 (العمر 29 سنة)
- سوجين (هانغل: 수진), ولدت باسم Bang Su-jin (هانغل: 방수진) في 26 يونيو 1996 (العمر 28 سنة)
- ووجو(هانغل: 우주), ولدت باسم Kim Woo-joo (هانغل: 김우주) في 12 أغسطس 1996 (العمر 28 سنة)[4]

### السابقون
- جينجو (هانغل: 진주), ولدت باسم Park Jinju (هانغل: 박진주) في 28 أبريل 1990 (العمر 34 سنة)
- دين (هانغل: 다인), ولدت باسم Song Ji-eun (هانغل: 송지은) في 25 يونيو 1990 (العمر 34 سنة)
- نادا (هانغل: 나다), ولدت باسم Yoon Ye-jin (هانغل: 윤예진) في 24 مايو 1991 (العمر 33 سنة)

## الإصدارات الموسيقية

### الألبومات المصغرة
| العنوان     | تفاصيل الألبوم | أعلى مرتبة في المخططات | المبيعات      |
| العنوان     | تفاصيل الألبوم | KOR                    | المبيعات      |
| ----------- | --- | ---------------------- | ------------- |
| Nom Nom Nom | - Released: November 20, 2013 - Label: Mafia Records, Sony Music Korea - Formats: CD، digital download Track listing 1. Nom Nom Nom (놈놈놈) 2. WA$$UP 3. Galaxy (갤럭시) 4. Bang Bang (Nada Solo) 5. Hotter Than A Summer                                           | 29                     | - كوريا: 638+ |
| Showtime    | - Released: November 24, 2014 - Label: Mafia Records, Sony Music Korea - Formats: CD، digital download Track listing 1. Showtime 2. Shut Up U (시끄러워U) 3. Stupid Liar (feat. NiiHWA of 413) 4. What You Looking At? (어딜 쳐다 봐) (Nada Solo) 5. Hug Me (안아줘) | 55                     | —             |
| Color TV    | - Released: April 13, 2017 - Label: Mafia Records, Sony Music Korea - Formats: CD، digital download Track listing 1. Color TV (칼라 TV) 2. Lover 3. Lalala 4. I'm Beautiful (아름다워)                                                                               | 59                     | —             |

### الأغاني
| العنوان                                                                      | السنة | أعلى مرتبة في المخططات | الألبوم           |
| العنوان                                                                      | السنة | KOR                    | الألبوم           |
| ---------------------------------------------------------------------------- | ----- | ---------------------- | ----------------- |
| "Wassup"                                                                     | 2013  | 175                    | Nom Nom Nom       |
| "Bang Bang" (Nada solo)                                                      | 2013  | —                      | Nom Nom Nom       |
| "Hotter Than A Summer"                                                       | 2013  | 172                    | Nom Nom Nom       |
| "Nom Nom Nom" (놈놈놈)                                                       | 2013  | 115                    | Nom Nom Nom       |
| "La Pam Pam Pa" (라팜팜파)                                                   | 2013  | 162                    | Non-album singles |
| "Jingle Bell" (징글벨)                                                       | 2013  | —                      | Non-album singles |
| "Fire" feat. M.TySON                                                         | 2014  | —                      | Non-album singles |
| "Shut Up U" (시끄러워U)                                                      | 2014  | —                      | Showtime          |
| "Stupid Liar" feat. NiiHWA                                                   | 2015  | —                      | Showtime          |
| "Do You Know My Heart" (내 맘을 아냐고) with Madtown feat. Jooyi             | 2016  | —                      | Non-album singles |
| "Dominant Woman"                                                             | 2017  | —                      | Non-album singles |
| "Color TV"                                                                   | 2017  | —                      | Color TV          |
| "—" denotes releases that did not chart or were not released in that region. |       |                        |                   |

## وصلات خارجية
- واساب على موقع ميوزك برينز (الإنجليزية)
- واساب على موقع ديسكوغز (الإنجليزية)

- Profile at Mafia Records Website